# Alícia Romero Llano
Alícia Romero Llano (Caldes d'Estrac, 20 de juny de 1976) és una política catalana, diputada al Parlament de Catalunya en la desena, onzena, dotzena i catorzena legislatures. El 2024 va ser nomenada consellera d'Economia i Finances del govern de Salvador Illa.

## Biografia
És llicenciada en dret per la Universitat Pompeu Fabra, ha cursat un postgrau en dret local i urbanístic per l'IDEC i un màster en Direcció pública i governança per ESADE. Va treballar uns anys a Caixa Laietana i ha impartit classes a ESADE.
Militant del PSC-PSOE des de 1996, havia militat prèviament a l'Associació de Joves Estudiants de Catalunya i a la Joventut Socialista de Catalunya. També va formar part del secretariat nacional del Consell Nacional de la Joventut de Catalunya. A les eleccions municipals de 1999 fou elegida per primer cop regidora de l'Ajuntament de Mataró. De 2005 a 2011 fou tinent d'alcalde d'innovació i promoció de la ciutat, i presidenta del Parc Tecnocampus Mataró-Maresme. A partir del 2011 va treballar al consorci GlobaLleida i a la gerència de l'Ajuntament de Premià de Mar.
Fou escollida diputada per Barcelona a les eleccions al Parlament de Catalunya de 2012. Ha estat presidenta de la Mesa de la Comissió de Polítiques de Joventut i portaveu del grup parlamentari socialista a la Comissió d'Economia, Finances i Pressupost i a la Comissió d'Empresa i Ocupació del Parlament de Catalunya. És la número 4 de les llistes del PSC per Barcelona a les eleccions al Parlament de Catalunya de 2015. Des del 2013 presideix l'entitat l'Hora Violeta. A les eleccions al Parlament de Catalunya de 2017 fou reescollida com a diputada.
Va formar part de la llista de les 100 dones més influents de Catalunya del 2025 segons la revista Forbes.

### Perfil polític
A banda de ser militant socialista des dels vint anys, i d'haver treballat en l'àmbit de l'economia i l'empresa, ha mostrat especial interès en àmbits com la recerca, la innovació i la transició digital. És defensora activa de la igualtat de gènere, i va ser cofundadora de l'entitat L'Hora Violeta. Durant la seva etapa a les Joventuts Socialistes, va estar en l'executiva del Consell Nacional de la Joventut. És considerada de l'ala més catalanista del PSC, i va ser dels pocs càrrecs socialistes que van visitar els presos polítics de l'1-O a Lledoners el 2018; els anys anteriors havia fet bona amistat amb Josep Rull.

### Consellera d'Economia i Finances
Va ser nomenada Consellera d'Economia i Finances de la Generalitat de Catalunya en el govern del president Salvador Illa el 12 d'agost de 2024. En aquest càrrec li correspon negociar els canvis en el finançament de Catalunya pactats amb ERC a canvi del seu suport a la investidura del president Illa.

## Vida personal
Tot i que va néixer a Caldes d'Estrac, bona part de la seva vida la va fer a Mataró. Va anar a un col·legi de monges de la capital maresmenca, i posteriorment als Salesians. Alguns dels interessos que ha tingut en la seva vida han estat el piano, el teatre i el bàsquet.
En el moment d'esdevenir portaveu del grup socialista al Parlament el maig de 2021, amb el seu marit, que és químic, tenien dues filles de set i cinc anys.